# Sparkasse Emden
Die 1833 gegründete Sparkasse Emden ist eine Anstalt des öffentlichen Rechts in der ostfriesischen Hafenstadt Emden.
Die Sparkasse Emden wies im Geschäftsjahr 2023 eine Bilanzsumme von 862,78 Mio. Euro aus und verfügte über Kundeneinlagen von 645,57 Mio. Euro. Gemäß der Sparkassenrangliste 2023 liegt sie nach Bilanzsumme auf Rang 326. Sie unterhält 7 Filialen/Selbstbedienungsstandorte und beschäftigt 163 Mitarbeiter.

## Sparkassen-Finanzgruppe
Die Sparkasse Emden ist Teil der Sparkassen-Finanzgruppe und gehört damit auch ihrem Haftungsverbund an. Er sichert den Bestand der Institute und sorgt dafür, dass sie auch im Fall der Insolvenz einzelner Sparkassen alle Verbindlichkeiten erfüllen können. Die Sparkasse vermittelt Bausparverträge der regionalen Landesbausparkasse, offene Investmentfonds der Deka und Versicherungen der VGH Versicherungen. Im Bereich des Leasing arbeitet die Sparkasse Emden mit der  Deutschen Leasing zusammen. Die Funktion der Sparkassenzentralbank nimmt die Nord/LB wahr.

## Geschichte
Am 20. Mai 1833 gründete der Magistrat Emdens eine Spar- und Leihkasse. Die erste Adresse war „Am Brauersgraben“. Im Jahr 1836 wurde die Bank in ein größeres Gebäude in der Burgstraße 20 verlegt, im Oktober 1874 bezog die Sparkasse ihr neues Domizil in der Kirchstraße. 1927 schließlich bezog sie das Gebäude der ehemaligen ostfriesischen Girozentrale am Ratsdelft, ihrer heutigen Adresse.
Nach dem Zweiten Weltkrieg verzehnfachten sich die Spareinlagen zwischen 1948 und 1955. Mit der Zunahme des Geschäftsvolumens erwies sich der Flachbau der Stadtsparkasse als zu klein. 1954 erfolgte der notwendige Ausbau, welcher am 22. März 1955 fertiggestellt wurde. Um ihre Flächenpräsenz aufzubauen, richtete die Stadtsparkasse in allen Stadtteilen Emdens Filialen ein. 1959 eröffneten die Sparkassenzweigstellen in Borssum, Larrelt und Barenburg. Im Jahr darauf folgten die Zweigstellen im Herrentorviertel sowie in Wolthusen. 1961/62 eröffneten die Sparkassen in Conrebbersweg und der Cirksenastraße. Den Abschluss der Filialgründungen im Stadtgebiet bildete Harsweg 1967. Als sich mit der Gemeindereform von 1972 das Stadtgebiet vergrößerte, errichtete die Stadtsparkasse in Petkum und Wybelsum weitere Filialen.
1968 folgte die dritte Ausbaustufe der Sparkassenhauptstelle am Delft. Am 5. Mai 1969 öffnete die neu gestaltete und erweiterte Hauptstelle. Während der 1980er Jahre erfolgte ein weiterer Ausbau der Sparkassenhauptstelle durch die Anfügung der Wertpapier- und weiterer Abteilungen. In den 1990er Jahren erfolgte die Loslösung der Sparkasse aus der Verwaltungshoheit der Stadt Emden. Die Sparkasse Emden formierte sich als selbständige öffentlich-rechtliche Institution. Im Mai 2012 ist die Sparkasse Emden im Stadtgebiet und Umgebung mit acht Geschäftsstellen und sechs Selbstbedienungs-Centern vertreten.

## Emder Sparkassenstiftung
Am 1. Juni 1998 (zum 165sten Gründungstag der Städtischen Sparkasse Emden) wurde die Emder Sparkassenstiftung gegründet. Die Stiftungsorgane sind der Vorstand, der aus dem Vorstand der Sparkasse besteht und der Stiftungsrat, der aus dem Vorsitzenden und vier weiteren Mitgliedern gebildet wird. Mit dem Erlös des Grundkapitals sollen und werden seit dieser Zeit unter anderem soziale, wohlfahrtpflegerische, kulturelle sowie völkerverständigende Belange gefördert. Das Stiftungskapital ist in den folgenden Jahren sukzessive erhöht worden. Jährlich werden daraus Ausschüttungen an Emder Vereine und Institutionen entsprechend der Satzung vorgenommen.

## Treffpunkt
Im März 2001 hat die Sparkasse unter dem Namen „Treffpunkt“ in der Großen Straße 10–12 ein Dienstleistungscenter rund um die Immobilie eröffnet. In diesem Center sind die Immobilienabteilung der Sparkasse Emden jetzt als sogenannter „Treffpunkt Immobilien“, die Emder Bau- und Boden (EBB), eine einhundertprozentige Tochter der Sparkasse, und das Kundencenter der Stadtwerke Emden als „Treffpunkt Energie und mehr“ zusammengefasst.